# Hrvatski lokalni izbori 2025.
Hrvatski lokalni izbori 2025. su izbori za općinska/gradska vijeća, županijske skupštine i Gradsku skupštinu Grada Zagreba, te izbori općinskih načelnika, gradonačelnika, župana i gradonačelnika Grada Zagreba.
Vlada Republike Hrvatske 14. travnja 2025. godine, na telefonskoj sjednici donijela je odluku o raspisivanju izbora za 18. svibnja 2025. godine. Političke stranke i grupe birača imaju rok od 14 dana, od 16. travnja 2025. u ponoć do 29. travnja 2025. u ponoć, za prikupljanje potpisa birača kako bi njihova kandidatura bila valjanja.

## Rezultati za županijske skupštine i županice/župane

### Bjelovarsko-bilogorska županija

#### Županijska skupština
Izborno povjerenstvo Bjelovarsko-bilogorske županije objavilo je 30. travnja 2025. pravovaljane liste za županijsku skupštinu. Pristiglo je ukupno 6 kandidacijskih lista.
Od 6 kandidacijskih lista, njih 4 osvojilo je mandate u županijskoj skupštini: HDZ i partneri 18 mandata, HSLS i partneri 11 mandata, SDP i partneri 4 mandata i NL Damira Bajsa i partnera 4 mandata.
| kandidacijska lista                            | nositelj liste         | glasovi | %       | mandati |
| ---------------------------------------------- | ---------------------- | ------- | ------- | ------- |
| HDZ – DHSS – HSU                               | Marko Marušić          | 17 026  | 45,05 % | 18 / 37 |
| HSLS – HSS                                     | Dario Hrebak           | 11 079  | 29,31 % | 11 / 37 |
| SDP – GLAS – SU                                | Tihana Vincek Smešnjak | 4018    | 10,63 % | 4 / 37  |
| NLDamir Bajs – BUZ – Socijaldemokrati – AS-PHP | Damir Bajs             | 3925    | 10,38 % | 4 / 37  |
| DOMINO                                         | Dubravka Dragašević    | 1008    | 2,66 %  | 0 / 37  |
| DP                                             | Marijo Fridrih         | 734     | 1,94 %  | 0 / 37  |

#### Župan
Za župana Bjelovarsko-bilogorske županije, nakon prvog kruga s 56,77 % glasova, izabran je Marko Marušić i njegova zamjenica Marija Jungić, predlagatelja HDZ-a i partnera.
| kandidat                | zamjenik          | predlagatelj                                    | glasovi | %       |
| ----------------------- | ----------------- | ----------------------------------------------- | ------- | ------- |
| Marko Marušić           | Marija Jungić     | HDZ – DHSS – HSU                                | 22 157  | 56,77 % |
| Ivana Jurković Piščević | Slavko Došen      | HSLS – HSS                                      | 6765    | 17,33 % |
| Damir Bajs              | Željko Pavleković | NL Damir Bajs – BUZ – Socijaldemokrati – AS-PHP | 4269    | 10,93 % |
| Tihana Vincek Smešnjak  | Dražen Pavlović   | SDP – GLAS – SU                                 | 3711    | 9,50 %  |
| Dubravka Dragašević     | Goran Čengić      | DOMINO                                          | 1070    | 2,74 %  |

#### Zamjenik župana iz srpske nacionalne manjine
Za zamjenika župana Bjelovarsko-bilogorske županije iz reda srpske nacionalne manjine, nakon prvog kruga, izabran je Saša Lukić.
| zamjenik   | predlagatelj | glasovi | %       |
| ---------- | ------------ | ------- | ------- |
| Saša Lukić | grupa birača | 507     | 100,0 % |

#### Zamjenik župana iz češke nacionalne manjine
Za zamjenicu župana Bjelovarsko-bilogorske županije iz reda češke nacionalne manjine, nakon prvog kruga, izbrana je Tanja Novotni Golubić.
| zamjenik              | predlagatelj | glasovi | %       |
| --------------------- | ------------ | ------- | ------- |
| Tanja Novotni Golubić | grupa birača | 975     | 100,0 % |

### Brodsko-posavska županija

#### Županijska skupština
Izborno povjerenstvo Brodsko-posavske županije objavilo je 30. travnja 2025. pravovaljane liste za županijsku skupštinu. Pristiglo je ukupno 6 kandidacijskih lista.
Od 6 kandidacijskih lista, njih 5 osvojilo je mandate u županijskoj skupštini: HDZ i partneri 17 mandata, NL Mirka Duspare 9 mandata, HSS i partneri 5 mandata, SDP 4 mandata i DP 2 mandata.
| kandidacijska lista                                              | nositelj liste          | glasovi | %       | mandati |
| ---------------------------------------------------------------- | ----------------------- | ------- | ------- | ------- |
| HDZ – HSU                                                        | Danijel Marušić         | 21 368  | 42,74 % | 17 / 37 |
| NL Mirko Duspara                                                 | Mirko Duspara           | 11 570  | 23,14 % | 9 / 37  |
| HSS – HSP – HSLS – Most – BSNL – Hrvatski suverenisti – SU – HNS | Marija Milašin          | 6402    | 12,80 % | 5 / 37  |
| SDP                                                              | Ivana Ribarić Majanović | 5909    | 11,82 % | 4 / 37  |
| DP                                                               | Dubravka Lipovac Pehar  | 3751    | 7,50 %  | 2 / 37  |
| Pravo i pravda                                                   | Ivan Jakobović          | 984     | 1,96 %  | 0 / 37  |

#### Župan
U prvom krugu izbora za župana Brodsko-posavske županije, niti jedan kandidat nije osvojio potrebnu većinu. U drugi krug idu kandidati Danijel Marušić predlagatelja HDZ i partnera s 48,32 % glasova i Marko Lipovac predlagatelja NL Mirka Duspare s 16,51 % glasova.
| kandidat                | zamjenik         | predlagatelj                                                     | prvi krug | prvi krug | drugi krug | drugi krug |
| kandidat                | zamjenik         | predlagatelj                                                     | glasovi   | %         | glasovi    | %          |
| ----------------------- | ---------------- | ---------------------------------------------------------------- | --------- | --------- | ---------- | ---------- |
| Danijel Marušić         | Marko Šimić      | HDZ – HSU                                                        | 25 352    | 48,32 %   |            |            |
| Marko Lipovac           | Jelena Tomić     | NL Mirko Duspara                                                 | 8663      | 16,51 %   |            |            |
| Marija Milašin          | Marina Logarušić | HSS – HSP – HSLS – Most – BSNL – Hrvatski suverenisti – SU – HNS | 6698      | 12,76 %   | /          | /          |
| Ivana Ribarić Majanović | Robert Kaloci    | SDP                                                              | 5805      | 11,06 %   | /          | /          |
| Dubravka Lipovac Pehar  | Robert Matasović | DP                                                               | 3462      | 6,59 %    | /          | /          |

### Dubrovačko-neretvanska županija

#### Županijska skupština
Izborno povjerenstvo Dubrovačko-neretvanske županije objavilo je 30. travnja 2025. pravovaljane liste za županijsku skupštinu. Pristiglo je ukupno 5 kandidacijskih lista.
Od 5 kandidacijskih lista, njih 4 osvojilo je mandate u županijskoj skupštini: HDZ i partneri 18 mandata, SDP i partneri 8 mandata, Most i partneri 8 mandata i DDS 3 mandata.
| kandidacijska lista                                         | nositelj liste    | glasovi | %       | mandati |
| ----------------------------------------------------------- | ----------------- | ------- | ------- | ------- |
| HDZ – HSS – HSLS – HSU – Hrvatski suverenisti – DP – HSP AS | Blaž Pezo         | 24 252  | 46,22 % | 18 / 37 |
| SDP – SJG – Možemo!                                         | Marko Giljača     | 11 704  | 22,30 % | 8 / 37  |
| Most – HSP                                                  | Božo Petrov       | 11 231  | 21,40 % | 8 / 37  |
| DDS                                                         | Pero Vičan        | 4298    | 8,19 %  | 3 / 37  |
| HNS                                                         | Valentin Dujmović | 979     | 1,86 %  | 0 / 37  |

#### Župan
U prvom krugu izbora za župana Dubrovačko-neretvanske županije, niti jedan kandidat nije osvojio potrebnu većinu. U drugi krug idu kandidati Blaž Pezo predlagatelja HDZ-a i partnera s 43,67% glasova i Božo Petrov predlagatelja Mosta i partnera s 25,10% glasova.
| kandidat       | zamjenik       |                                                             | prvi krug | prvi krug | drugi krug | drugi krug |
| kandidat       | zamjenik       | predlagatelj                                                | glasovi   | %         | glasovi    | %          |
| -------------- | -------------- | ----------------------------------------------------------- | --------- | --------- | ---------- | ---------- |
| Blaž Pezo      | Joško Cebalo   | HDZ – DP – Hrvatski suverenisti – HSS – HSU – HSLS – HSP AS | 23 893    | 43,67 %   |            |            |
| Božo Petrov    | Antun Bašić    | Most – HSP                                                  | 13 733    | 25,10 %   |            |            |
| Marko Giljača  | Krešimir Kuran | SDP – SJG – Možemo!                                         | 11 211    | 20,49 %   | /          | /          |
| Terezina Orlić | Drago Sršen    | DDS                                                         | 3550      | 6,48 %    | /          | /          |

### Istarska županija

#### Županijska skupština
Izborno povjerenstvo Istarske županije objavilo je 30. travnja 2025. pravovaljane liste za županijsku skupštinu. Pristiglo je ukupno 6 kandidacijskih lista, uključujući jednu od grupe birača.
Od 6 kandidacijskih lista, svih 6 osvojilo je mandate u županijskoj skupštini: IDS i partneri 12 mandata, SDP i partneri 10 mandata, NL Borisa Miletića 6 mandata, HDZ i partneri 4 mandata,  Možemo! 2 mandata i Akcija mladih 2 mandata.
| kandidacijska lista                     | nositelj liste  | glasovi | %       | mandati |
| --------------------------------------- | --------------- | ------- | ------- | ------- |
| IDS – ISU-PIP – HSLS – HSU – Republika  | Dalibor Paus    | 24 370  | 30,41 % | 12 / 37 |
| SDP – HSS – GLAS                        | Sanja Radolović | 21 054  | 26,27 % | 10 / 37 |
| NL Borisa Miletića                      | Boris Miletić   | 13 525  | 16,87 % | 6 / 37  |
| HDZ – DP                                | Anton Kliman    | 9612    | 11,99 % | 4 / 37  |
| Možemo!                                 | Slaven Boljun   | 6419    | 8,00 %  | 3 / 37  |
| AM – SU – Umirovljenici zajedno – ID-DI | Damir Grünbaum  | 5158    | 6,43 %  | 2 / 37  |

#### Župan
U prvom krugu izbora za župana Istarske županije, niti jedan kandidat nije osvojio potrebnu većinu. U drugi krug idu kandidatkinja Sanja Radolović predlagatelja SDP i partnera s 29,26 % glasova i Boris Miletić predlagatelja NL Borisa Miletića s 27,24 % glasova.
| kandidat        | zamjenik      | predlagatelj                           | prvi krug | prvi krug | drugi krug | drugi krug |
| kandidat        | zamjenik      | predlagatelj                           | glasovi   | %         | glasovi    | %          |
| --------------- | ------------- | -------------------------------------- | --------- | --------- | ---------- | ---------- |
| Sanja Radolović | Zoran Karlić  | SDP – HSS – GLAS                       | 24 279    | 29,26 %   |            |            |
| Boris Miletić   | Gordana Antić | Kandidati grupe birača                 | 22 601    | 27,24 %   |            |            |
| Dalibor Paus    | Dino Kozlevac | IDS – ISU-PIP – HSLS – HSU – Republika | 18 570    | 22,38 %   | /          | /          |
| Anton Kliman    | Ivan Ipša     | HDZ – DP                               | 9107      | 10,97 %   | /          | /          |
| Slaven Boljun   | Ana Fonović   | Možemo!                                | 5681      | 6,84 %    | /          | /          |

#### Zamjenik župana iz talijanske nacionalne manjine
Za zamjenicu župana Istarske županije iz reda talijanske nacionalne manjine, nakon prvog kruga, izabrana je Jessica Acquavita.
| kandidat          | predlagatelj               | glasovi | %       |
| ----------------- | -------------------------- | ------- | ------- |
| Jessica Acquavita | Kandidatkinja grupe birača | 2903    | 100,0 % |

### Karlovačka županija

#### Županijska skupština
Izborno povjerenstvo Karlovačke županije objavilo je 30. travnja 2025. pravovaljane liste za županijsku skupštinu. Pristiglo je ukupno 9 kandidacijskih lista, uključujući jednu listu od grupe birača.
Od 9 kandidacijskih lista, njih 4 osvojilo je mandate u županijskoj skupštini: HDZ 22 mandata, SDP i partneri 9 mandata, Možemo! i partneri 4 mandata te AUZ-HSU 2 mandata.
| kandidacijska lista                     | nositelj liste        | glasovi | %       | mandati |
| --------------------------------------- | --------------------- | ------- | ------- | ------- |
| HDZ                                     | Martina Furdek-Hajdin | 20 511  | 46,16 % | 22 / 37 |
| SDP – HSS                               | Srećko Curman         | 8491    | 19,11 % | 9 / 37  |
| Možemo! – SU                            | Ana Matan             | 4445    | 10,00 % | 4 / 37  |
| AUZ – HSU                               | Frane Kaleb           | 2374    | 5,34 %  | 2 / 37  |
| grupa birača                            | Ivica Sopek           | 1945    | 4,37 %  | 0 / 37  |
| Most – Hrvatski suverenisti – HSP – BUZ | Ivan Krajcar          | 1855    | 4,17 %  | 0 / 37  |
| DOMINO                                  | Vlatko Ivka           | 1799    | 4,04 %  | 0 / 37  |
| HNS – SDSS                              | Zvonko Spudić         | 1707    | 3,84 %  | 0 / 37  |
| DSS                                     | Nikolina Radulović    | 1304    | 2,93 %  | 0 / 37  |

#### Župan
Za župana Karlovačke županije, nakon prvog kruga s 54,85% glasova, izabrana je Martina Furdek-Hajdin i njena zamjenica Vesna Hajsan-Dolinar, predlagatelja HDZ-a.
| kandidat              | zamjenik             | predlagatelj | glasovi | %       |
| --------------------- | -------------------- | ------------ | ------- | ------- |
| Martina Furdek-Hajdin | Vesna Hajsan-Dolinar | HDZ          | 25 463  | 54,85 % |
| Srećko Curman         | Biserka Vranić       | SDP – HSS    | 11 851  | 25,53 % |
| Ana Matan             | Dubravko Golubić     | Možemo! – SU | 6628    | 14,27 % |

#### Zamjenik župana iz srpske nacionalne manjine
Za zamjenika župana Karlovačke županije iz reda srpske nacionalne manjine, nakon prvog kruga, izabran je Nenad Vukadinović, predlagatelja SDSS-a.
| kandidat           | predlagatelj | glasovi | %       |
| ------------------ | ------------ | ------- | ------- |
| Nenad Vukadinović  | SDSS         | 1416    | 55,57 % |
| Nikolina Radulović | DSS          | 1132    | 44,43 % |

### Koprivničko-križevačka županija

#### Županijska skupština
Izborno povjerenstvo Koprivničko-križevačke županije objavilo je 30. travnja 2025. pravovaljane liste za županijsku skupštinu. Pristiglo je ukupno 8 kandidacijskih lista, uključujući tri liste od grupe birača.
Službeni rezultati bili su objavljeni nakon ponavljanja izbora na određenim biračkim mjestima u nedjelju, 25. svibnja 2025. Od 8 kandidacijskih lista, njih 5 osvojilo je mandate u županijskoj skupštini: SDP i partneri 14 mandata, Nezavisni i partneri 9 mandata, HDZ i partneri 8 mandata, Mreža nezavisnih lista 4 mandata i NL Mladena Kešera 2 mandata.
| kandidacijska lista                   | nositelj liste     | glasovi | %       | mandati |
| ------------------------------------- | ------------------ | ------- | ------- | ------- |
| SDP – HSS – HSLS                      | Mišel Jakšić       | 12 840  | 31,80 % | 14 / 37 |
| Nezavisni – HSU – HNS – DOMINO – Most | Željko Lacković    | 8436    | 20,89 % | 9 / 37  |
| HDZ – DP – HDS                        | Ratimir Ljubić     | 7505    | 18,59 % | 8 / 37  |
| Mreža nezavisnih lista                | Darko Koren        | 4420    | 10,94 % | 4 / 37  |
| grupa birača                          | Mladen Kešer       | 2688    | 6,65 %  | 2 / 37  |
| grupa birača                          | Tomislav Katanović | 1965    | 4,86 %  | 0 / 37  |
| grupa birača                          | Mario Rajn         | 1893    | 4,68 %  | 0 / 37  |
| A-HSP                                 | Milan Bingula      | 619     | 1,53 %  | 0 / 37  |

#### Župan
U prvom krugu izbora za župana Koprivničko-križevačke županije, niti jedan kandidat nije osvojio potrebnu većinu. U drugi krug idu kandidati Darko Koren predlagatelja HDZ-a i partnera s 35,92 % glasova i Tomislav Golubić predlagatelja SDP-a i partnera s 35,17 % glasova.
| kandidat         | zamjenik       | predlagatelj                          | prvi krug | prvi krug | drugi krug | drugi krug |
| kandidat         | zamjenik       | predlagatelj                          | glasovi   | %         | glasovi    | %          |
| ---------------- | -------------- | ------------------------------------- | --------- | --------- | ---------- | ---------- |
| Darko Koren      | Ratimir Ljubić | HDZ – Mreža                           | 14 968    | 35,92 %   |            |            |
| Tomislav Golubić | Mario Rajn     | SDP – HSS – HSLS                      | 14 652    | 35,17 %   |            |            |
| Željko Lacković  | Petar Dombaj   | Nezavisni – HSU – HNS – DOMINO – Most | 10 902    | 26,16 %   | /          | /          |

### Krapinsko-zagorska županija

#### Županijska skupština
Izborno povjerenstvo Krapinsko-zagorske županije objavilo je 30. travnja 2025. pravovaljane liste za županijsku skupštinu. Pristiglo je ukupno 5 kandidacijskih lista, uključujući jednu listu od grupe birača
Od 5 kandidacijskih lista, njih 3 osvojilo je mandate u županijskoj skupštini: SDP i partneri 22 mandata, HDZ i partneri 11 mandata i NL Viktora Šimunića 4 mandata.
| kandidacijska lista    | nositelj liste  | glasovi | %       | mandati |
| ---------------------- | --------------- | ------- | ------- | ------- |
| SDP – HSS – Reformisti | Željko Kolar    | 27 669  | 54,00 % | 22 / 37 |
| HDZ – HSU              | Zdravko Tušek   | 14 232  | 27,77 % | 11 / 37 |
| grupa birača           | Viktor Šimunić  | 6000    | 11,71 % | 4 / 37  |
| HNS                    | Danijela Lončar | 2066    | 4,03 %  | 0 / 37  |
| ZDS – ZS               | Stanko Belina   | 1270    | 2,47 %  | 0 / 37  |

#### Župan
U izborima za župana Krapinsko-zagorske županije, kandidat Željko Kolar predlagatelja SDP-a i partnera osvojio je 63,71% glasova u prvom krugu i time izabran za župana.
| kandidat        | zamjenik            |                        | prvi krug | prvi krug |
| kandidat        | zamjenik            | predlagatelj           | glasovi   | %         |
| --------------- | ------------------- | ---------------------- | --------- | --------- |
| Željko Kolar    | Jasna Petek         | SDP – HSS – Reformisti | 33 504    | 63,71 %   |
| Zdravko Tušek   | Jelena Krajnik      | HDZ – HSU              | 12 125    | 23,05 %   |
| Romeo Vincelj   | Nikolina Ozimec Fay | grupa birača           | 3233      | 6,14 %    |
| Danijela Lončar | Anica Benger        | HNS                    | 2491      | 4,73 %    |

### Ličko-senjska županija

#### Županijska skupština
Izborno povjerenstvo Ličko-senjske županije objavilo je 30. travnja 2025. pravovaljane liste za županijsku skupštinu. Pristiglo je ukupno 6 kandidacijskih lista.
Od 6 kandidacijskih lista, njih 4 osvojilo je mandate u županijskoj skupštini: HDZ i partneri 14 mandata, LiPO 9 mandata, SDP 2 mandata i SDSS 2 mandata.
| kandidacijska lista   | nositelj liste     | glasovi | %       | mandati |
| --------------------- | ------------------ | ------- | ------- | ------- |
| HDZ – HSS – HSU – HBS | Ernest Petry       | 9774    | 45,97 % | 14 / 27 |
| LiPO                  | Darko Milinović    | 6798    | 31,97 % | 9 / 27  |
| SDP                   | Krešimir Čulinović | 1438    | 6,76 %  | 2 / 27  |
| SDSS                  | Milan Uzelac       | 1366    | 6,42 %  | 2 / 27  |
| HSP                   | Josip Šaban        | 1028    | 4,83 %  | 0 / 27  |
| HSLS – PH             | Ante Franić        | 856     | 4,02 %  | 0 / 27  |

#### Župan
U prvom krugu izbora za župana Ličko-senjske županije, niti jedan kandidat nije osvojio potrebnu većinu. U drugi krug idu kandidati Ernest Petry predlagatelja HDZ-a i partnera s 49,45 % glasova i Danijel Tušak predlagatelja LiPo s 29,90 % glasova.
| kandidat           | zamjenik                  | predlagatelj          | prvi krug | prvi krug | drugi krug | drugi krug |
| kandidat           | zamjenik                  | predlagatelj          | glasovi   | %         | glasovi    | %          |
| ------------------ | ------------------------- | --------------------- | --------- | --------- | ---------- | ---------- |
| Ernest Petry       | Jasna Orešković Brkljačić | HDZ – HSS – HSU – HBS | 10 958    | 49,45 %   |            |            |
| Danijel Tušak      | Tino Ostović              | LiPo                  | 6626      | 29,90 %   |            |            |
| Krešimir Čulinović | Vlado Orešković           | SDP                   | 2202      | 9,93 %    | /          | /          |
| Ante Franić        | Tomo Bukovac-Butina       | HSLS – PH             | 1163      | 5,24 %    | /          | /          |

#### Zamjenik župana iz srpske nacionalne manjine
Za zamjenika župana Ličko-senjske županije iz reda srpske nacionalne manjine, nakon prvog kruga, izabran je Milan Uzelac predlagatelja SDSS.
| kandidat     | predlagatelj | glasovi | %       |
| ------------ | ------------ | ------- | ------- |
| Milan Uzelac | SDSS         | 1366    | 100,0 % |

### Međimurska županija

#### Županijska skupština
Izborno povjerenstvo Međimurske županije objavilo je 30. travnja 2025. pravovaljane liste za županijsku skupštinu. Pristiglo je ukupno 5 kandidacijskih lista.
Od 5 kandidacijskih lista, njih 3 osvojilo je mandate u županijskoj skupštini: NPS i partneri 22 mandata, SDP i partneri 8 mandata te HDZ i partneri 7 mandata.
| kandidacijska lista                                                          | nositelj liste   | glasovi | %       | mandati |
| ---------------------------------------------------------------------------- | ---------------- | ------- | ------- | ------- |
| NPS – HSU – HSLS – Dalija Orešković i ljudi s imenom i prezimenom – HSS – SU | Matija Posavec   | 18 865  | 53,46 % | 22 / 37 |
| SDP – MDS                                                                    | Mario Medved     | 6736    | 19,09 % | 8 / 37  |
| HDZ – HDS                                                                    | Ljubomir Kolarek | 6721    | 19,04 % | 7 / 37  |
| DOMINO – Most – Hrvatski suverenisti – HSP – HSS-SR – BUZ                    | Tin Hrgović      | 1700    | 4,81 %  | 0 / 37  |
| HNS                                                                          | Nenad Hranilović | 1263    | 3,57 %  | 0 / 37  |

#### Župan
Za župana Međimurske županije, nakon prvog kruga s 82,33 % glasova, izabran je Matija Posavec i njegov zamjenik Mario Medved, predlagatelja Nezavisna platforma sjever i partnera.
| kandidat          | zamjenik     | predlagatelj | glasovi | %     |
| ----------------- | ------------ | ------------ | ------- | ----- |
| Matija Posavec    | Mario Medved | NPS – SDP    | 29 110  | 82,33 |
| Karolina Juzbašić | Simona Srnec | HNS – HDZ    | 6243    | 17,67 |

#### Zamjenik župana iz romske nacionalne manjine
Za zamjenika župana Međimurske županije iz reda romske nacionalne manjine, nakon prvog kruga, izabran je Elvis Kralj, predlagatelja SDP-a s 58,08 %.
| kandidat          | predlagatelj | glasovi | %     |
| ----------------- | ------------ | ------- | ----- |
| Elvis Kralj       | SDP          | 1031    | 58,08 |
| Milorad Mihanović | grupa birača | 744     | 41,92 |

### Osječko-baranjska županija

#### Županijska skupština
Izborno povjerenstvo Osječko-baranjske županije objavilo je 30. travnja 2025. pravovaljane liste za županijsku skupštinu. Pristiglo je ukupno 6 kandidacijskih lista.
Od 6 kandidacijskih lista, njih 5 osvojilo je mandate u županijskoj skupštini: HDZ i partneri 24 mandata, SDP i partneri 9 mandata, DOMINO i partneri 4 mandata, HDSSB i partneri 2 mandata te Snaga Slavonije i Baranje i partneri 2 mandata.
| kandidacijska lista                              | nositelj liste    | glasovi | %       | mandati |
| ------------------------------------------------ | ----------------- | ------- | ------- | ------- |
| HDZ – DP – DESNO – HSLS                          | Nataša Tramišak   | 48 350  | 54,01 % | 24 / 41 |
| SDP – Možemo!                                    | Sanja Bježančević | 18 570  | 20,74 % | 9 / 41  |
| DOMINO – Most – Hrvatski suverenisti – BUZ – HSP | Mario Radić       | 8983    | 10,03 % | 4 / 41  |
| HDSSB – HSS – HSU                                | Branimir Glavaš   | 5723    | 6,39 %  | 2 / 41  |
| Snaga SiB – HNS – Republika – HPSS               | Vladimir Šišljić  | 4589    | 5,12 %  | 2 / 41  |
| SDSS                                             | Jovo Vuković      | 3300    | 3,68 %  | 0 / 41  |

#### Župan
Za župana Osječko-baranjske županije, nakon prvog kruga s 55,49% glasova, izabrana je Nataša Tramišak i njene zamjenice Josip Miletić te Goran Ivanović, predlagatelja HDZ-a i partnera.
| kandidat          | zamjenik 1               | zamjenik 2              | predlagatelj                                     | glasovi | %       |
| ----------------- | ------------------------ | ----------------------- | ------------------------------------------------ | ------- | ------- |
| Nataša Tramišak   | Josip Miletić            | Goran Ivanović          | HDZ – DP – DESNO – HSLS                          | 52 477  | 55,49 % |
| Sanja Bježančević | Katarina Kruhonja        | Marko Bogatić           | SDP – Možemo!                                    | 21 781  | 23,03 % |
| Branimir Glavaš   | Mario Festetics de Tolna | Antun Marošević         | HDSSB – HSS – HSU                                | 8110    | 8,57 %  |
| Krešimir Čabaj    | Josip Skočibušić         | Petar Kopunović Legetin | DOMINO – Most – Hrvatski suverenisti – BUZ – HSP | 6556    | 6,93 %  |

#### Zamjenik župana iz srpske nacionalne manjine
Za zamjenika župana Osječko-baranjske županije iz reda srpske nacionalne manjine, nakon prvog kruga, izabran je Vladimir Horvat predlagatelja SDSS-a.
| kandidat        | predlagatelj | glasovi | %        |
| --------------- | ------------ | ------- | -------- |
| Vladimir Horvat | SDSS         | 2761    | 100,00 % |

### Požeško-slavonska županija

#### Županijska skupština
Izborno povjerenstvo Požeško-slavonske županije objavilo je 30. travnja 2025. pravovaljane liste za županijsku skupštinu. Pristiglo je ukupno 6 kandidacijskih lista.
Od 6 kandidacijskih lista, njih 4 osvojilo je mandate u županijskoj skupštini: HDZ i partneri 18 mandata, SDP i partneri 9 mandata, DP 2 mandata te DOMINO i partneri 2 mandata.
| kandidacijska lista                                         | nositelj liste   | glasovi | %       | mandati |
| ----------------------------------------------------------- | ---------------- | ------- | ------- | ------- |
| HDZ – HSU                                                   | Antonija Jozić   | 12 631  | 53,73 % | 18 / 31 |
| SDP – HSS                                                   | Mitar Obradović  | 6276    | 26,69 % | 9 / 31  |
| DP                                                          | Draženko Kljajić | 1715    | 7,29 %  | 2 / 31  |
| DOMINO – Hrvatski suverenisti – HSP – BUZ – HSS Braće Radić | Predrag Livak    | 1676    | 7,12 %  | 2 / 31  |
| Pravo i pravda                                              | Damir Trnačić    | 777     | 3,30 %  | 0 / 31  |
| SDSS                                                        | Nikola Ivanović  | 433     | 1,84 %  | 0 / 31  |

#### Župan
Za župana Požeško-slavonske županije, nakon prvog kruga s 62,30% glasova, izabrana je Antonija Jozić i njen zamjenik Ivan Radošić, predlagatelja HDZ-a i partnera.
| kandidat              | zamjenik     | predlagatelj | glasovi | %       |
| --------------------- | ------------ | ------------ | ------- | ------- |
| Antonija Jozić        | Ivan Radošić | HDZ – HSU    | 14 590  | 62,30 % |
| Martina Vlašić Iljkić | Dinko Zima   | SDP – HSS    | 8831    | 37,70 % |

### Primorsko-goranska županija

#### Županijska skupština
Izborno povjerenstvo Primorsko-goranske županije objavilo je 30. travnja 2025. pravovaljane liste za županijsku skupštinu. Pristiglo je ukupno 6 kandidacijskih lista, uključujući jednu listu od grupe birača.
Od 6 kandidacijskih lista, njih 5 osvojilo je mandate u županijskoj skupštini: SDP i partneri 15 mandata, HDZ i partneri 11 mandata, AM i partneri 9 mandata, Most i partneri 3 mandata te Možemo! 3 mandata.
| kandidacijska lista                                          | nositelj liste    | glasovi | %       | mandati |
| ------------------------------------------------------------ | ----------------- | ------- | ------- | ------- |
| SDP – PGS – IDS – HSS – RI – SDSS                            | Ivica Lukanović   | 33 304  | 34,41 % | 15 / 41 |
| HDZ – HSLS – HDS – HNS                                       | Alen Ružić        | 25 983  | 26,85 % | 11 / 41 |
| AM – Unija Kvarnera – Centar – HSU – Fokus – Alternativa 101 | Nedjeljko Pinezić | 19 614  | 20,27 % | 9 / 41  |
| Most – DOMINO – HSP – Hrvatski suverenisti – BUZ             | Marin Miletić     | 8639    | 8,92 %  | 3 / 41  |
| Možemo!                                                      | Morena Lekan      | 7665    | 7,92 %  | 3 / 41  |
| grupa birača                                                 | Dražen Mufić      | 1557    | 1,60 %  | 0 / 41  |

#### Župan
U prvom krugu izbora za župana Primorsko-goranske županije, niti jedan kandidat nije osvojio potrebnu većinu. U drugi krug idu kandidati Ivica Lukanović, predlagatelja SDP-a i partnera s 33,48 % glasova i Alen Ružić, predlagatelja HDZ-a i partnera s 26,56 % glasova.
| kandidat          | zamjenik 1        | zamjenik 2         | predlagatelj                                                 | prvi krug | prvi krug | prvi krug | prvi krug |
| kandidat          | zamjenik 1        | zamjenik 2         | predlagatelj                                                 | glasovi   | %         | glasovi   | %         |
| ----------------- | ----------------- | ------------------ | ------------------------------------------------------------ | --------- | --------- | --------- | --------- |
| Ivica Lukanović   | Toni Štimać       | Robert Matić       | SDP – PGS – IDS – HSS – RI – SDSS                            | 33 372    | 33,48 %   |           |           |
| Alen Ružić        | Paula Vučković    | Dominik Paparić    | HDZ – HSLS – HDS – HNS                                       | 26 479    | 26,56 %   |           |           |
| Nedjeljko Pinezić | Mario Alempijević | Marko Boras Mandić | AM – Unija Kvarnera – Centar – HSU – Fokus – Alternativa 101 | 16 702    | 16,75 %   | /         | /         |
| Marin Miletić     | Leonardo Pavela   | Josip Katalinić    | Most – DOMINO – HSP – Hrvatski suverenisti – BUZ             | 11 288    | 11,32 %   | /         | /         |
| Morena Lekan      | Orjen Petković    | Nenad Hodap        | Možemo!                                                      | 8598      | 8,62 %    | /         | /         |

### Sisačko-moslavačka županija

#### Županijska skupština
Izborno povjerenstvo Sisačko-moslavačke županije objavilo je 30. travnja 2025. pravovaljane liste za županijsku skupštinu. Pristiglo je ukupno 6 kandidacijskih lista, uključujući jednu listu od grupe birača.
Od 6 kandidacijskih lista, njih 5 osvojilo je mandate u županijskoj skupštini: HDZ i partneri 22 mandata, SDP i partneri 8 mandata, Most i partneri 3 mandata, grupa birača Branke Bakšić-Mitić 2 mandata i DP 2 mandata.
| kandidacijska lista                    | nositelj liste      | glasovi | %       | mandati |
| -------------------------------------- | ------------------- | ------- | ------- | ------- |
| HDZ – HSU – HSLS – HPSS – HNS – HSP AS | Ivan Celjak         | 31 952  | 56,48 % | 22 / 37 |
| SDP – HSS – SU                         | Željko Đermanović   | 11 489  | 20,31 % | 8 / 37  |
| Most – HSP                             | Luca Gašpar Šako    | 4178    | 7,38 %  | 3 / 37  |
| grupa birača                           | Branka Bakšić-Mitić | 3623    | 6,40 %  | 2 / 37  |
| DP                                     | Damir Markuš        | 3165    | 5,59 %  | 2 / 37  |
| SDSS                                   | Mirjana Oluić       | 2160    | 3,81 %  | 0 / 37  |

#### Župan
Za župana Sisačko-moslavačke županije, nakon prvog kruga s 67,44% glasova, izabran je Ivan Celjak i njegov zamjenik Mihael Jurić, predlagatelja HDZ-a i partnera sa 67,44 % glasova.
| kandidat          | zamjenik           | predlagatelj                           | glasovi | %       |
| ----------------- | ------------------ | -------------------------------------- | ------- | ------- |
| Ivan Celjak       | Mihael Jurić       | HDZ – HSU – HSLS – HPSS – HNS – HSP AS | 40 307  | 67,44 % |
| Željko Đermanović | Barbara Mihaljević | SDP – HSS – SU                         | 11 758  | 19,67 % |
| Ljiljana Lampert  | Melita Telar       | Most – HSP                             | 4783    | 8,00 %  |

#### Zamjenik župana iz srpske nacionalne manjine
Za zamjenicu župana Sisačko-moslavačke županije iz reda srpske nacionalne manjine, nakon prvog kruga, izabrana je Mirjana Oluić, predlagatelja SDSS-a sa 61,18 % glasova.
| kandidat       | predlagatelj | glasovi | %       |
| -------------- | ------------ | ------- | ------- |
| Mirjana Oluić  | SDSS         | 1856    | 61,18 % |
| Branko Jovičić | grupa birača | 1178    | 38,82 % |

### Splitsko-dalmatinska županija

#### Županijska skupština
Izborno povjerenstvo Splitsko-dalmatinske županije objavilo je 30. travnja 2025. pravovaljane liste za županijsku skupštinu. Pristiglo je ukupno 9 kandidacijskih lista.
Od 9 kandidacijskih lista, njih 5 osvojilo je mandate u županijskoj skupštini: HDZ i partneri 22 mandata, Centar 8 mandata, SDP i partneri 8 mandata, Most 6 mandata i HGS 3 mandata.
| kandidacijska lista                     | nositelj liste           | glasovi | %       | mandati |
| --------------------------------------- | ------------------------ | ------- | ------- | ------- |
| HDZ – DP – HSP AS                       | Blaženko Boban           | 64 267  | 39,82 % | 22 / 47 |
| Centar – NLM                            | Ivana Ninčević Lesandrić | 25 399  | 15,73 % | 8 / 47  |
| SDP – Možemo! – Direkt                  | Ranko Ostojić            | 25 111  | 15,56 % | 8 / 47  |
| Most – DOMINO – HSP – BUZ               | Miro Bulj                | 18 261  | 11,31 % | 6 / 47  |
| HGS                                     | Stipislav Jadrijević     | 11 428  | 7,08 %  | 3 / 47  |
| NL Tomislava Jonjića – Blok za Hrvatsku | Mirko Čondić             | 7816    | 4,84 %  | 0 / 47  |
| HSU – HNS – HSS – HSLS                  | Luka Roguljić            | 4879    | 3,02 %  | 0 / 47  |
| Popravi grad                            | Ante Zoričić             | 3017    | 1,86 %  | 0 / 47  |
| Javno dobro                             | Željan Jurlin            | 1202    | 0,74 %  | 0 / 47  |

#### Župan
U prvom krugu izbora za župana Splitsko-dalmatinske županije, niti jedan kandidat nije osvojio potrebnu većinu. U drugi krug idu kandidati Blaženko Boban, predlagatelja HDZ-a i partnera s 45,01 % glasova i Ivana Ninčević Lesandrić, predlagatelja Centra i partnera s 17,48 % glasova.
| kandidat                 | zamjenik 1             | zamjenik 2         | predlagatelj              | prvi krug | prvi krug | drugi krug | drugi krug |
| kandidat                 | zamjenik 1             | zamjenik 2         | predlagatelj              | glasovi   | %         | glasovi    | %          |
| ------------------------ | ---------------------- | ------------------ | ------------------------- | --------- | --------- | ---------- | ---------- |
| Blaženko Boban           | Stipe Čogelja          | Ante Šošić         | HDZ – DP – HSP AS         | 75 646    | 45,01 %   |            |            |
| Ivana Ninčević Lesandrić | Igor Skoko             | Ivan Šarić         | Centar – NLM              | 29 385    | 17,48 %   |            |            |
| Ranko Ostojić            | Liljana Caratan Lukšić | Kristijan Bodrožić | SDP – Možemo! – Direkt    | 28 592    | 17,01 %   | /          | /          |
| Ante Kujundžić           | Milan Perišić          | Pia Cvitković      | Most – DOMINO – HSP – BUZ | 20 337    | 12,10 %   | /          | /          |
| Martina Nimac Kalcina    | Jure Bučević           | Petroslav Sapunar  | HGS                       | 6573      | 3,91 %    | /          | /          |

### Šibensko-kninska županija

#### Županijska skupština
Izborno povjerenstvo Šibensko-kninske županije objavilo je 30. travnja 2025. pravovaljane liste za županijsku skupštinu. Pristiglo je ukupno 6 kandidacijskih lista.
Od 6 kandidacijskih lista, njih 5 osvojilo je mandate u županijskoj skupštini: HDZ i partneri 14 mandata, SDP i partneri 8 mandata, NL Stipe Petrina 4 mandata, Most 3 mandata i Nezavisni 2 mandata.
| kandidacijska lista           | nositelj liste  | glasovi | %       | mandati |
| ----------------------------- | --------------- | ------- | ------- | ------- |
| HDZ – HSS – HDS – DP          | Željko Burić    | 15 934  | 42,12 % | 14 / 31 |
| SDP – HNS – SDSS – GLAS       | Petar Baranović | 9088    | 24,02 % | 8 / 31  |
| NL Stipe Petrina              | Stipe Petrina   | 4906    | 12,97 % | 4 / 31  |
| Most – HSLS – HSP – BUZ       | Ivica Ledenko   | 3915    | 10,35 % | 3 / 31  |
| Nezavisni                     | Ivan Gulam      | 2342    | 6,19 %  | 2 / 31  |
| DOMINO – Hrvatski suverenisti | Damir Žuvela    | 1640    | 4,33 %  | 0 / 31  |

#### Župan
U prvom krugu izbora za župana Šibensko-kninske županije, niti jedan kandidat nije osvojio potrebnu većinu. U drugi krug idu kandidati Paško Rakić, predlagatelja HDZ-a i partnera s 41,22 % glasova i Petar Baranović, predlagatelja SDP-a i partnera s 31,90 % glasova.
| kandidat        | zamjenik 1      | predlagatelj            | prvi krug | prvi krug | drugi krug | drugi krug |
| kandidat        | zamjenik 1      | predlagatelj            | glasovi   | %         | glasovi    | %          |
| --------------- | --------------- | ----------------------- | --------- | --------- | ---------- | ---------- |
| Paško Rakić     | Nenad Tisaj     | HDZ – HSS – HDS – DP    | 16 432    | 41,22 %   |            |            |
| Petar Baranović | Kristina Perić  | SDP – HNS – SDSS – GLAS | 12 717    | 31,90 %   |            |            |
| Ivica Ledenko   | Marina Paškalin | Most – HSLS – HSP – BUZ | 5057      | 12,68 %   | /          | /          |
| Florijan Žižić  | Goran Šimić     | Nezavisni               | 3414      | 8,56 %    | /          | /          |

#### Zamjenik župana iz srpske nacionalne manjine
Za zamjenika župana Šibensko-kninske županije iz reda srpske nacionalne manjine, nakon prvog kruga, izabran je Ognjen Vukmirović, predlagatelja SDSS-a sa 100% glasova.
| kandidat          | predlagatelj | glasovi | %        |
| ----------------- | ------------ | ------- | -------- |
| Ognjen Vukmirović | SDSS         | 2175    | 100,00 % |

### Varaždinska županija

#### Županijska skupština
Izborno povjerenstvo Varaždinske županije objavilo je 30. travnja 2025. pravovaljane liste za županijsku skupštinu. Pristiglo je ukupno 6 kandidacijskih lista.
Od 6 kandidacijskih lista, njih 5 osvojilo je mandate u županijskoj skupštini: HDZ i partneri 14 mandata, SDP i partneri 12 mandata, Reformisti i partneri 5 mandata, HNS i partneri 4 mandata i NPS 2 mandata.
| kandidacijska lista                                                                         | nositelj liste    | glasovi | %       | mandati |
| ------------------------------------------------------------------------------------------- | ----------------- | ------- | ------- | ------- |
| HDZ – HSLS – SUS                                                                            | Anđelko Stričak   | 22 728  | 36,40 % | 14 / 37 |
| SDP – HSS – Hoćemo pravedno                                                                 | Bruno Ister       | 18 594  | 29,78 % | 12 / 37 |
| Reformisti – Dalija Orešković i ljudi s imenom i prezimenom – GLAS – Socijaldemokrati – SHU | Radimir Čačić     | 9005    | 14,42 % | 5 / 37  |
| HNS – HSU – Nezavisni                                                                       | Krunoslav Lukačić | 6246    | 10,00 % | 4 / 37  |
| NPS – SU                                                                                    | Dubravko Bilić    | 3134    | 5,01 %  | 2 / 37  |
| DOMINO – Most – Hrvatski suverenisti – HSP – HSS-SR – BUZ                                   | Dominik Klemenčić | 2727    | 4,36 %  | 0 / 37  |

#### Župan
U prvom krugu izbora za župana Varaždinske županije, niti jedan kandidat nije osvojio potrebnu većinu. U drugi krug idu kandidati Anđelko Stričak, predlagatelja HDZ-a i partnera s 38,35 % glasova i Bruno Ister, predlagatelja SDP-a i partnera s 27,90 % glasova.
| kandidat          | zamjenik 1      | predlagatelj                                                        | prvi krug | prvi krug | drugi krug | drugi krug |
| kandidat          | zamjenik 1      | predlagatelj                                                        | glasovi   | %         | glasovi    | %          |
| ----------------- | --------------- | ------------------------------------------------------------------- | --------- | --------- | ---------- | ---------- |
| Anđelko Stričak   | Silvija Zagorec | HDZ – HSLS – SUS                                                    | 24 785    | 38,35 %   |            |            |
| Bruno Ister       | Lovro Lukavečki | SDP – HSS – Hoćemo pravedno                                         | 18 031    | 27,90 %   |            |            |
| Radimir Čačić     | Anita Kos       | Reformisti – NPS – Dalija Orešković – GLAS – Socijaldemokrati – SHU | 12 879    | 19,92 %   | /          | /          |
| Krunoslav Lukačić | Karmen Špiranec | HNS – HSU – Nezavisni                                               | 6895      | 10,66 %   | /          | /          |

### Virovitičko-podravska županija

#### Županijska skupština
Izborno povjerenstvo Virovitičko-podravske županije objavilo je 30. travnja 2025. pravovaljane liste za županijsku skupštinu. Pristiglo je ukupno 4 kandidacijske liste.
Od 4 kandidacijske liste, njih 3 osvojile su mandate u županijskoj skupštini: HDZ i partneri 20 mandata, SDP i partneri 8 mandata te DOMINO i partneri 3 mandata.
| kandidacijska lista                              | nositelj liste | glasovi | %       | mandati |
| ------------------------------------------------ | -------------- | ------- | ------- | ------- |
| HDZ – HSU – HSLS                                 | Igor Andrović  | 16 928  | 62,04 % | 20 / 31 |
| SDP – HSPD – HSS                                 | Mate Vukušić   | 6924    | 25,37 % | 8 / 31  |
| DOMINO – Most – HSP – Hrvatski suverenisti – BUZ | Ilija Nikolić  | 2875    | 10,53 % | 3 / 31  |
| SDSS                                             | Nenad Gvojić   | 558     | 2,04 %  | 0 / 31  |

#### Župan
Na izborima za župana Virovitičko-podravske županije, Igor Andrović, predlagatelja HDZ-a i partnera osvojio je 19.698 glasova (72,13 %) u prvom krugu i time izabran za župana.
| kandidat      | zamjenik          | predlagatelj     | glasovi | %       |
| ------------- | ----------------- | ---------------- | ------- | ------- |
| Igor Andrović | Marijo Klement    | HDZ – HSU – HSLS | 19 698  | 72,13 % |
| Mate Vukušić  | Nikola Dengorcija | SDP – HSPD – HSS | 7612    | 27,87 % |

### Vukovarsko-srijemska županija

#### Županijska skupština
Izborno povjerenstvo Vukovarsko-srijemske županije objavilo je 30. travnja 2025. pravovaljane liste za županijsku skupštinu. Pristiglo je ukupno 5 kandidacijskih lista.
Od 5 kandidacijskih lista, sve su osvojile mandate u županijskoj skupštini: HDZ i partneri 19 mandata, Most i partneri 6 mandata, HSS i partneri 6 mandata, Hrvatski suverenisti 3 mandata i SDSS 3 mandata.
| kandidacijska lista                  | nositelj liste        | glasovi | %       | mandati |
| ------------------------------------ | --------------------- | ------- | ------- | ------- |
| HDZ – DP – DHSS – HSU – HSLS – DESNO | Ivan Bosančić         | 27 158  | 47,08 % | 19 / 37 |
| Most – DOMINO – BUZ – HSP            | Nikola Kajkić         | 9863    | 17,09 % | 6 / 37  |
| HSS – SDP                            | Stjepan Gašparović    | 9849    | 17,07 % | 6 / 37  |
| Hrvatski suverenisti                 | Mirjana Semenić Rutko | 5493    | 9,52 %  | 3 / 37  |
| SDSS                                 | Dragana Jeckov        | 5316    | 9,21 %  | 3 / 37  |

#### Župan
U prvom krugu izbora za župana Vukovarsko-srijemske županije, niti jedan kandidat nije osvojio potrebnu većinu. U drugi krug idu kandidati Ivan Bosančić, predlagatelja HDZ-a i partnera s 47,08 % glasova i Nikola Kajkić, predlagatelja Mosta i partnera s 21,27 % glasova.
| kandidat              | zamjenik 1        | predlagatelj                         | prvi krug | prvi krug | drugi krug | drugi krug |
| kandidat              | zamjenik 1        | predlagatelj                         | glasovi   | %         | glasovi    | %          |
| --------------------- | ----------------- | ------------------------------------ | --------- | --------- | ---------- | ---------- |
| Ivan Bosančić         | Darko Dimić       | HDZ – DP – DHSS – HSU – HSLS – DESNO | 28 917    | 47,08 %   |            |            |
| Nikola Kajkić         | Franjo Šoljić     | Most – DOMINO – BUZ – HSP            | 13 069    | 21,27 %   |            |            |
| Stjepan Gašparović    | Melita Pavošević  | HSS – SDP                            | 9165      | 14,92 %   | /          | /          |
| Mirjana Semenić Rutko | Tamara Kalistović | Hrvatski suverenisti                 | 6013      | 9,79 %    | /          | /          |

#### Zamjenik župana iz srpske nacionalne manjine
Za zamjenika župana Vukovarsko-srijemske županije iz reda srpske nacionalne manjine, nakon prvog kruga, izabran je Srdan Jeremič, predlagatelja SDSS-a sa 100% glasova.
| kandidat      | predlagatelj | glasovi | %        |
| ------------- | ------------ | ------- | -------- |
| Srdan Jeremič | SDSS         | 5184    | 100,00 % |

### Zadarska županija

#### Županijska skupština
Izborno povjerenstvo Zadarske županije objavilo je 30. travnja 2025. pravovaljane liste za županijsku skupštinu. Pristiglo je ukupno 8 kandidacijskih lista, uključujući jednu od grupe birača.
Od 8 kandidacijskih lista, njih 6 osvojilo je mandate u županijskoj skupštini: HDZ i partneri 19 mandata, SDP 7 mandata, NLM i partneri 3 mandata, AM i partneri 3 mandata, Nezavisni i partneri 3 mandata te DOMINO i partneri 2 mandata.
| kandidacijska lista                                                | nositelj liste  | glasovi | %       | mandati |
| ------------------------------------------------------------------ | --------------- | ------- | ------- | ------- |
| HDZ – HDS – HSP AS – HSU – Reformisti – SU – Umirovljenici zajedno | Josip Bilaver   | 29 268  | 47,09 % | 19 / 37 |
| SDP                                                                | Jure Zubčić     | 12 254  | 19,71 % | 7 / 37  |
| NLM – ZZI                                                          | Mate Lukić      | 5339    | 8,59 %  | 3 / 37  |
| AM – Most                                                          | Ivan Matić      | 5153    | 8,29 %  | 3 / 37  |
| Nezavisni – HNS – HSLS – HSS – DSU – Hoćemo pravedno               | Antonio Vučetić | 5144    | 8,27 %  | 3 / 37  |
| DOMINO – Hrvatski suverenisti – HSP                                | Danijel Kotlar  | 3483    | 5,60 %  | 2 / 37  |
| grupa birača                                                       | Davor Čerkić    | 776     | 1,24 %  | 0 / 37  |
| SHZ – DP                                                           | Nikola Šimić    | 728     | 1,17 %  | 0 / 37  |

#### Župan
U prvom krugu izbora za župana Zadarske županije, niti jedan kandidat nije osvojio potrebnu većinu. U drugi krug idu kandidati Josip Bilaver, predlagatelja HDZ-a i partnera s 49,72 % glasova i Jure Zubčić, predlagatelja SDP-a s 22,05 % glasova.
| kandidat        | zamjenik 1       | predlagatelj                                                       | prvi krug | prvi krug | drugi krug | drugi krug |
| kandidat        | zamjenik 1       | predlagatelj                                                       | glasovi   | %         | glasovi    | %          |
| --------------- | ---------------- | ------------------------------------------------------------------ | --------- | --------- | ---------- | ---------- |
| Josip Bilaver   | Robertino Dujela | HDZ – HDS – HSP AS – HSU – Reformisti – SU – Umirovljenici zajedno | 32 912    | 49,72 %   |            |            |
| Jure Zubčić     | Vedrana Mišković | SDP                                                                | 14 596    | 22,05 %   |            |            |
| Mate Lukić      | Lorena Krajišić  | NLM – ZZI                                                          | 8273      | 12,49 %   | /          | /          |
| Antonio Vučetić | Stipe Djeliš     | grupa birača                                                       | 5830      | 8,80 %    | /          | /          |

### Zagrebačka županija

#### Županijska skupština
Izborno povjerenstvo Zagrebačke županije objavilo je 30. travnja 2025. pravovaljane liste za županijsku skupštinu. Pristiglo je ukupno 7 kandidacijskih lista.
Od 7 kandidacijskih lista, svih 7 osvojilo je mandate u županijskoj skupštini: HDZ i partneri 12 mandata, SDP i partneri 11 mandata, NL Darija Zurovca i partneri 7 mandata, NL Stjepana Kožića 5 mandata, Fokus 2 mandata, HSS i partneri 2 mandata te Most i partneri 2 mandata.
| kandidacijska lista | nositelj liste   | glasovi | %       | mandati |
| --- | ---------------- | ------- | ------- | ------- |
| HDZ – HSU – DP | Krešimir Ačkar   | 30 407  | 28,33 % | 12 / 41 |
| SDP – Možemo! | Mihael Zmajlović | 26 431  | 24,62 % | 11 / 41 |
| NL Dario Zurovec – NL Nenad Panian – NL Marija Selak Raspudić – NL Marko Magdić – NL Matua Teur – NL Ivanić-Grad – SSM | Dario Zurovec    | 16 710  | 15,56 % | 7 / 41  |
| NL Stjepan Kožić | Stjepan Kožić    | 13 939  | 12,98 % | 5 / 41  |
| Fokus – HPSS | Gabrijel Deak    | 7075    | 6,59 %  | 2 / 41  |
| HSS – SU – BUZ – GLAS – Umirovljenici zajedno                                                                          | Krešo Beljak     | 6918    | 6,44 %  | 2 / 41  |
| Most – DOMINO – Hrvatski suverenisti – HSP – Projekt Domovina – HSS-SR                                                 | Ivan Bekavac     | 5845    | 5,44 %  | 2 / 41  |

#### Župan
U prvom krugu izbora za župana Zagrebačke županije, niti jedan kandidat nije osvojio potrebnu većinu. U drugi krug idu kandidati Stjepan Kožić, predlagatelja SKNL i partnera s 42,16 % glasova i Mihael Zmajlović, predlagatelja SDP-a i partnera s 30,37 % glasova.
| kandidat         | zamjenik 1       | zamjenik 2        | predlagatelj | prvi krug | prvi krug | drugi krug | drugi krug |
| kandidat         | zamjenik 1       | zamjenik 2        | predlagatelj | glasovi   | %         | glasovi    | %          |
| ---------------- | ---------------- | ----------------- | --- | --------- | --------- | ---------- | ---------- |
| Stjepan Kožić    | Ervin Kolarec    | Damir Tomljenović | SKNL – HDZ – HSU – DP                                                                                                  | 46 907    | 42,16 %   |            |            |
| Mihael Zmajlović | Krunoslav Sohora | Vildana Botonjić  | SDP – Možemo! | 33 788    | 30,37 %   |            |            |
| Danijel Pukšić   | Daniela Horvat   | Zlatan Pajser     | NL Dario Zurovec – NL Nenad Panian – NL Marija Selak Raspudić – NL Marko Magdić – NL Matua Teur – NL Ivanić-Grad – SSM | 9509      | 8,54 %    | /          | /          |
| Gabrijel Deak    | Željka Jarec     | Tatijana Lenart   | Fokus | 8374      | 7,52 %    | /          | /          |
| Barbara Knežević | Antonio Kuliš    | Zlatko Rovišan    | Most – DOMINO – Hrvatski suverenisti – HSP – Projekt Domovina – HSS-SR                                                 | 8194      | 7,36 %    | /          | /          |

### Grad Zagreb

#### Gradska skupština
Gradsko izborno povjerenstvo grada Zagreba objavilo je 30. travnja 2025. pravovaljane liste za Gradsku skupštinu. Pristiglo je ukupno 12 kandidacijskih lista.
Od 12 kandidacijskih lista, njih 5 osvojilo je mandate u gradskoj skupštini: Možemo! i partneri 25 mandata, HDZ i partneri 8 mandata, NL Marije Selak Raspudić 7 mandata, Zagreb United/Servus Zagreb 4 mandata te NL Tomislava Jonjića i partnera 3 mandata.
| kandidacijska lista                                                                        | nositelj liste        | glasovi | %       | mandati |
| ------------------------------------------------------------------------------------------ | --------------------- | ------- | ------- | ------- |
| Možemo! – SDP                                                                              | Tomislav Tomašević    | 121 999 | 43,66 % | 25 / 47 |
| HDZ – DP – HSU – HSS                                                                       | Mislav Herman         | 42 174  | 15,09 % | 8 / 47  |
| NL Marija Selak Raspudić                                                                   | Marija Selak Raspudić | 37 361  | 13,37 % | 7 / 47  |
| NL Davor Bernardić – Servus Zagreb – NL Dina Dogan – Fokus – HSLS – HNS – Socijaldemokrati | Davor Bernardić       | 20 133  | 7,20 %  | 4 / 47  |
| NL Tomislava Jonjića – Domino – Hrvatski suverenisti – Blok za Hrvatsku                    | Tomislav Jonjić       | 17 897  | 6,40 %  | 3 / 47  |
| Blok umirovljenici zajedno – Plavi grad                                                    | Ivica Lovrić          | 11 706  | 4,18 %  | 0 / 47  |
| NL Pavle Kalinić – Stranka umirovljenika – Umirovljenici zajedno – ZDS                     | Pavle Kalinić         | 9913    | 3,54 %  | 0 / 47  |
| Dalija Orešković i ljudi s imenom i prezimenom – GLAS – Zelena alternativa – Reformisti    | Dalija Orešković      | 7151    | 2,55 %  | 0 / 47  |
| Most – HSP – Republika                                                                     | Branimir Pervan       | 5058    | 1,81 %  | 0 / 47  |
| Pravo i pravda – Agrameri                                                                  | Mislav Kolakušić      | 2395    | 0,85 %  | 0 / 47  |
| Radnička fronta                                                                            | Katarina Peović       | 2177    | 0,77 %  | 0 / 47  |
| Hoćemo pravedno – Pokret za modernu Hrvatsku                                               | Dragica Trumbetaš     | 1455    | 0,52 %  | 0 / 47  |

#### Gradonačelnik
U prvom krugu izbora za gradonačelnika grada Zagreba, niti jedan kandidat nije osvojio potrebnu većinu. U drugi krug idu kandidati Tomislav Tomašević, predlagatelja Možemo! i partnera s 47,59 % glasova i Marija Selak Raspudić, nezavisna kandidatkinja s 15,67  % glasova.
| kandidat              | zamjenik 1         | zamjenik 2          | predlagatelj                                                                               | prvi krug | prvi krug | drugi krug | drugi krug |
| kandidat              | zamjenik 1         | zamjenik 2          | predlagatelj                                                                               | glasovi   | %         | glasovi    | %          |
| --------------------- | ------------------ | ------------------- | ------------------------------------------------------------------------------------------ | --------- | --------- | ---------- | ---------- |
| Tomislav Tomašević    | Danijela Dolenec   | Luka Korlaet        | Možemo! – SDP                                                                              | 135 545   | 47,59 %   |            |            |
| Marija Selak Raspudić | Damir Firšt        | Milka Rimac Bilušić | NL Marija Selak Raspudić                                                                   | 44 645    | 15,67 %   |            |            |
| Mislav Herman         | Mario Župan        | Marko Periša        | HDZ – DP – HSU – HSS                                                                       | 36 944    | 12,97 %   | /          | /          |
| Davor Bernardić       | Trpimir Goluža     | Dina Dogan          | NL Davor Bernardić – Servus Zagreb – NL Dina Dogan – Fokus – HSLS – HNS – Socijaldemokrati | 19 311    | 6,78 %    | /          | /          |
| Tomislav Jonjić       | Tomislav Jelić     | Stjepan Bekavac     | NL Tomislava Jonjića – Domino – Hrvatski suverenisti – Blok za Hrvatsku                    | 18 344    | 6,44 %    | /          | /          |
| Ivica Lovrić          | Otto Barić         | Marina Lujić        | Blok umirovljenici zajedno – Plavi grad                                                    | 14 071    | 4,94 %    | /          | /          |
| Pavle Kalinić         | Nadica Jambreković | Tatjana Tarandek    | NL Pavle Kalinić – Stranka umirovljenika – Umirovljenici zajedno – ZDS                     | 10 944    | 3,84 %    | /          | /          |

## Vanjske poveznice
- Službene stranice Državnog izbornog povjerenstva Republike Hrvatske